# Доменциол (брат на Фока)
Вижте пояснителната страница за други личности с името Доменциол.
Доменциол или Домнициол (Domentziolus; гръцки: Δομεντ[ζ]ίολος; Domnitziolus, Δομνιτζίολος) e брат на византийския император Фока.
Доменциол e от тракийско-римски произход. Син е на Доменция и брат на Фока и Коментиол. Баща е на Доменциол (генерал и curopalates).
През 603 г. Фока го произвежда за негов magister officiorum. През 610 г., когато е бунтът на Ираклий, Фока го изпраща на Анастасийския вал.
Когато войската на Ираклий е при Abydos на Дарданелите той бяга в Константинопол, където е екзекутиран заедно с брат му Фока. Синът му Доменциол е оставен жив.